# Anisobas hostilis
Anisobas hostilis är en stekelart som först beskrevs av Johann Ludwig Christian Gravenhorst 1820.  Anisobas hostilis ingår i släktet Anisobas och familjen brokparasitsteklar. Arten är reproducerande i Sverige. Inga underarter finns listade i Catalogue of Life.